# دي جي كام
دي جي كام (بالفرنسية: DJ Cam)‏ هو دي جيه فرنسي، ولد في 1973 في باريس في فرنسا.

## وصلات خارجية
- الموقع الرسمي
- دي جي كام على موقع ميوزك برينز (الإنجليزية)
- دي جي كام على موقع ميوزك برينز (الإنجليزية)
- دي جي كام على موقع أول ميوزيك (الإنجليزية)
- دي جي كام على موقع أول ميوزيك (الإنجليزية)
- دي جي كام على موقع ديسكوغز (الإنجليزية)
- دي جي كام على موقع ديسكوغز (الإنجليزية)